# Tech Romancer
Tech Romancer (超鋼戦紀キカイオー, Chōkō Senki Kikaiōh, Chronicle of Super Steel Warrior Kikaioh) est un jeu vidéo de  combat développé et édité par Capcom en septembre 1998 sur système d'arcade ZN-2,.

## Portage
- Dreamcast